# Jared Dudley
Jared Dudley (San Diego, Kalifornija, 10. srpnja 1985.) američki je profesionalni košarkaš. Igra na poziciji niskog krila, a trenutačno je član NBA momčadi Los Angeles Lakersa. Izabran je u 1. krugu (22. ukupno) NBA drafta 2007. od strane Charlotte Bobcatsa.

## Sveučilište
Dudley je pohađao sveučilište Boston. Kao jedan od kapetana momčad, u posljednjoj sezoni, Dudley je bio najbolji strijelac i skakač momčadi te je ostvario preko 100 uzastonpih nastupa u startnoj petorci sve do teže ozljede u prosincu 2006. godine. Tijekom te sezone ostvario je prosjek od 19 poena i 3 asistencije po utakmici. 29. studenog 2006. Dudley je, protiv sveučilišta Michigan State, uz prijenos državne televizijske postaje, postigao 30 poena, a 19. siječnja 2005., na svojoj drugoj godini sveučilišta, Dudley je ostvario učinak karijere od 36 poena. Po završetku posljednje godine sveučilišta, Dudley je osvojio "ACC" nagradu za najboljeg igrača godine te je ostvario mjesto u All-American drugoj petorci. 

## NBA karijera
Izabran je kao 22. izbor NBA drafta 2007. od strane Charlotte Bobcatsa. Zbog svoje brze prilagodbe rotaciji Bobcatsa, Dudley je već 24. studenog 2007., u utakmici s Boston Celticsima, ostvario svoj prvi NBA nastup. U toj utakmici postigao je 11 poena i 9 skokova. Ubrzo je postao jedan od ključnih igrača rotacije Bobcatsa te je s vremenom dobivao i sve veću minutažu. 10. prosinca 2008. Dudley je mijenjan u Phoenix Sunse zajedno s Jasonom Richardsonom u zamjenu za Raju Bella, Borisa Diawa i Seana Singletarya. U sezoni 2008./09., u dresu Sunsa, odigravši 48 utakmica, Dudley je za 15.2 minuta u igri ostvario prosjek od 5.5 poena, 3 skokova i 0.8 asistencija.

## NBA statistika

### Regularni dio
| Godina    | Klub      | Odig. uta. | Uta. poč. | Min. | 2P%  | 3P%  | Sl. bac.% | Skok. | Asist. | Ukr. lop. | Blok. | Poena |
| --------- | --------- | ---------- | --------- | ---- | ---- | ---- | --------- | ----- | ------ | --------- | ----- | ----- |
| 2007./08. | Charlotte | 73         | 14        | 19.0 | .468 | .220 | .737      | 3.9   | 1.1    | .8        | .1    | 5.8   |
| 2008./09. | Charlotte | 20         | 7         | 21.4 | .469 | .375 | .625      | 3.0   | 1.0    | .9        | .1    | 5.4   |
| 2008./09. | Phoenix   | 48         | 0         | 15.2 | .481 | .394 | .691      | 3.0   | .8     | .8        | .1    | 5.5   |
| Ukupno    |           | 141        | 21        | 18.0 | .472 | .330 | .709      | 3.5   | 1.0    | .8        | .1    | 5.6   |

## Vanjske poveznice
- Profil na NBA.com
- Profil  Arhivirana inačica izvorne stranice od 3. studenoga 2016. (Wayback Machine) na Basketball-Reference.com
- Profil na Yahoo.com
- Profil na ESPN.com